# Raúl Pizarro
Raúl Pizarro es un poeta andaluz (Jerez de la Frontera, 1973).
Cursó estudios de Magisterio y no llegó a terminar los de Pedagogía. Hizo teatro, pasacalles, cuentacuentos. Es maestro en un colegio de educación infantil y primaria. Ha ejercido de director de un colegio público.
Ha publicado diversos poemarios y colaborado esporádicamente en diversas antologías y revistas andaluzas.

Ha ganado dos premios consecutivos con sus dos primeras obras, Premio Florentinio Pérez-Embid de la Academia Sevillana de Buenas Letra, en 2008, y Premio de Poesía Antonio Machado, en 2006.

## Obra
- Tiempo adverso (Sevilla 2006., Ed. Ayuntamiento,).
- Caída hacia la Luz. Notas de un diario (Colección Adonais, 2008. Madrid, Ed.Rialp).
- Lo único que importa (Ed. Siltola-Sevilla 2012).
- Estar aquí (Jerez, 2016 Ed. Canto y Cuento)
- ¿Y ahora qué? (Sevilla, 2022 Ed. Renacimieto)